# 18970 Дженігарпер
18970 Дженігарпер (18970 Jenniharper) — астероїд головного поясу, відкритий 31 серпня 2000 року.
Тіссеранів параметр щодо Юпітера — 3,509.